# Beautiful Friction
Beutiful Friction är en skiva av det brittiska bandet The Fixx. Den släpptes i USA den 17 juli 2012 och var även en återkomst av basisten Dan K. Brown. Skivan tar lyssnaren tillbaka till det 80-tal som var The Fixx årtionde med skivor som Reach The Beach och Phantoms. Låtarna på skivan är skrivna av bandmedlemmarna tillsammans och den är inspelad i London under 2010-2012.

## Låtlista
Alla låtar är skrivna av Cy Curnin, Adam Woods, Jamie West-Oram, Rupert Greenall och Dan K. Brown.
1. "Anyone Else" – 3:50
2. "Just Before Dawn" – 4:36
3. "Take A Risk" – 3:47
4. "Beautiful Friction" – 5:43
5. "What God?" – 4:14
6. "Second Time Around" – 4:16
7. "Follow That Cab" – 3:20
8. "Shaman" – 4:16
9. "Something Ahead Of You" – 6:16
10. "Girl With No Ceiling" – 4:03
11. "Small Thoughts" – 4:35
12. "Wasted" (bonuslåt på iTunes) – 3:41